# 1996년 쌍방울 레이더스 시즌
1996년 쌍방울 레이더스 시즌은 쌍방울 레이더스가 KBO 리그에 참가한 6번째 시즌이다. 김성근 감독이 팀을 맡은 첫 시즌으로, 팀은 해태 타이거즈, 한화 이글스, 현대 유니콘스와의 선두권 싸움 끝에 8팀 중 정규시즌 2위에 오르며 창단 최초로 포스트시즌에 진출했다. 그러나 에이스 성영재가 플레이오프 1차전에서 부상으로 중도강판한 탓인지 현대 유니콘스에게 2승 3패로 리버스 스윕을 당하며 탈락해 최종 순위는 3위가 되었다.
한편, 김성근 감독에 앞서 김영덕 전 빙그레 감독, 백인천 전 LG 감독이 쌍방울 4대 감독 물망에 올랐으나 김종희 전 한화그룹 회장과의 의리를 지키기 위한 점(빙그레를 그만두면서 야구 인생도 그만두겠다고 선언)(김영덕)   삼성 감독 제의를 받은 점(백인천) 탓인지 불발됐다.

## 타이틀
- KBO 골든글러브: 박경완 (포수)
- 매직글러브: 박경완 (포수)
- 미스터올스타: 김광림
- 올스타 선발: 박경완 (포수), 김광림 (외야수), 김실 (외야수), 김기태 (지명타자)
- 올스타전 추천선수: 오봉옥, 조규제
- 컴투스프로야구 SSG 랜더스 베스트 라인업: 성영재 (5선발)
- 컴투스프로야구 선정 돌격대의 추억 라인업: 조규제
- 출장(타자): 김호, 김광림, 박경완, 최태원 (126)
- 고의4구: 김기태 (20)
- 희생타: 박경완 (24)
- 희생플라이: 심성보 (12)

### 퓨처스리그
- 남부리그 출장(타자): 임종수 (58)

## 선수단
- 선발투수 : 성영재, 오봉옥, 박성기, 박진석, 김원형, 유현승, 유명선
- 구원투수 : 김기덕, 김현욱, 최정환, 김민국, 고형욱, 김석기, 박주언, 김진철, 신영균
- 마무리투수 : 조규제, 박성진
- 포수 : 박경완, 김충민, 오진희, 장재중
- 1루수 : 김기태, 김현민, 길홍규
- 2루수 : 최태원, 송태일, 김선섭
- 유격수 : 김호, 윤재호
- 3루수 : 석수철, 백인수, 이봉우
- 좌익수 : 심성보, 조원우
- 중견수 : 김광림[4], 진상봉
- 우익수 : 김실, 강종필, 정기창
- 지명타자 : 박노준, 박철우, 김성, 김정수, 진정민, 강효섭, 이군옥, 박경호

## 여담
- 구단은 이 시즌 총 265918명의 관중을 동원하여 구단 사상 최고 기록을 세웠다.
- 박철우는 현대 유니콘스와의 플레이오프 1차전에서 KBO 리그 플레이오프 사상 최초의 끝내기 홈런을 쳤다.
- 이 시즌에 팀은 총 19회의 완봉승을 기록해 KBO 리그 역대 단일 시즌 최다 완봉승 기록을 세웠다.
- 성영재는 완봉 3회로 구단 사상 단일 시즌 최다 기록을 세우며 구단 사상 가장 높은 선발 WAR(5.05)을 기록했다. 그리고 선발등판 시 ERA 2.37로 구단 사상 최저 기록(규정 이닝 충족 기준)을 세웠다.
- 신영균은 WAR 측정이 불가능한 1991년 권영진과 한오종을 제외하고 구단 사상 가장 낮은 구원 WAR(-0.95)을 기록했다.
- 박경완은 19사구 113삼진으로 구단 사상 단일 시즌 최다 사구, 삼진 기록을 세웠다.
- 김기태는 고의4구로만 20번 출루하여 구단 사상 단일 시즌 최다 고의4구 기록을 세웠다.
- 심성보는 희생플라이 12개를 쳐 구단 사상 단일 시즌 최다 희생플라이 기록을 세웠다.
- 김실은 홈런이 없던 탓에 호타준족 지수 0으로 규정 타석을 채운 타자들 중 구단 사상 가장 낮은 호타준족 지수를 기록했다.
- 김현욱은 8번의 고의4구를 허용해 구단 사상 단일 시즌 최다 고의4구 허용 기록을 세웠다.
- 고형욱은 구단 사상 단일 시즌 평균자책점 0을 달성한 선수들 중 가장 많은 이닝(3.2)을 소화했다.
- 허대욱과 진정민은 현재까지 확인되는 쌍방울 레이더스의 마지막 신고선수다.
- 길홍규는 이 시즌을 끝으로 은퇴하여 구단 사상 통산 최저 WAR(-1.21) 기록을 세웠다.
- 박경완은 이 시즌 KBO 리그 역대 단일 시즌 현대 유니콘스 상대 최다 사구(5) 기록을 세웠다.
- 팀은 플레이오프에서 현대 유니콘스에게 KBO 플레이오프 사상 최초로 리버스 스윕을 당해 탈락했다.
- 시즌 후 고졸우선지명으로 영입한 이정훈은 쌍방울 레이더스에 고졸우선지명으로 입단한 마지막 선수다. 이후의 고졸우선지명 선수들은 모두 지명권 자체를 거부하거나 대학 진학 후 입단을 택했는데, 해당 선수들이 대학에 있는 사이 쌍방울 레이더스가 해체되어 이들을 정식으로 영입할 수 없게 되었다. 결국 이들은 졸업 후 SK 와이번스가 지명권을 승계하여 영입하게 되었다.